# Steenslag

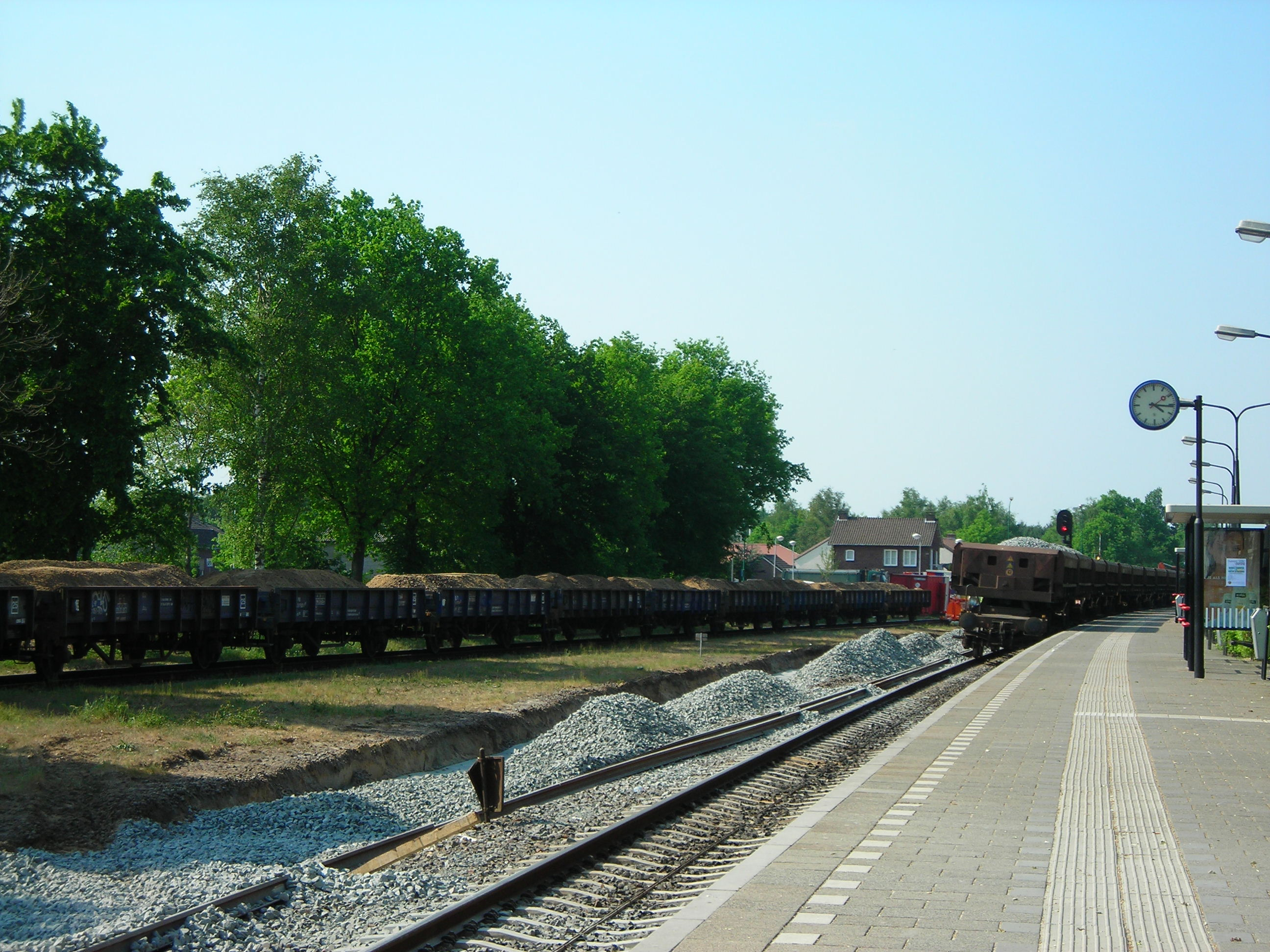
Steenslag gebruikt voor een nieuw ballastbed op het station Boxmeer.

Steenslag, niet te verwarren met breuksteen, is gebroken steen, van zowel natuursteen, grind of kiezel, en puin. In tegenstelling tot grind en kiezel heeft steenslag een hoekig oppervlak, wat de samenhang vergroot en eventueel voor ruwheid zorg draagt.
Fijn steenslag wordt ook wel split genoemd.  
Met steenslag worden soms ook de putten in de motorkap van een wagen bedoeld, die ontstaan zijn door ingeslagen steentjes die zich katapulteerden vanonder de wielen van andere weggebruikers. 

## Steenslag van natuursteen
Natuursteen wordt gewoonlijk in steengroeven gewonnen. Door het breken van deze natuursteen ontstaat steenslag. Steenslag van natuursteen is beschikbaar in diverse soorten en kwaliteiten. Basalt, porfier, dolomiet, kalk, kwarts, graniet worden genoemd als soorten gesteente die tot steenslag kunnen worden verwerkt. Toepassingen vindt men in ballastbedden bij de spoorwegen, verharding van halfverharde wegen en -paden.

## Steenslag van grind
Grind heeft een korrelgrootte van 2–63 mm. Het wordt gewoonlijk gewonnen als oppervlaktedelfstof, waarna een scheidingsproces naar korrelgrootte volgt. Gebroken kleine korrels, die een hoekig oppervlak hebben, worden split genoemd. Split vindt zijn toepassingen in de bovenlaag van asfaltbeton, om het wegdek een zekere ruwheid te geven. Ook voor het reinigen van oppervlakten door middel van gritstralen kan het worden ingezet. Grind is een belangrijk bestanddeel van beton en asfaltbeton. Huishoudelijke toepassingen zijn te vinden in tuinaanleg (siergrind), kattenbakvulling en dergelijke.

## Steenslag van reststoffen
Steenachtige materialen die bij sloop van bouwwerken vrijkomen worden in een puinbreker gebroken tot steenslag. Het betreft betongranulaat dan wel mengpuin, als er ook bakstenen en dergelijke in verwerkt zijn. Deze steenslag wordt veel voor wegfunderingen gebruikt. In een later stadium kan een deel ervan ook worden ingezet bij de productie van nieuw beton.
Mijnsteen, een afvalproduct bij het wassen van gewonnen steenkool, kan ook tot steenslag worden verwerkt. 
Gravel, dat onder meer voor tennisbanen, atletiekbanen en dergelijke wordt gebruikt, is gesorteerd en gemalen puin van bakstenen en dakpannen. Gravel is dus geen natuursteen, zoals grind. Het kan tevens ontstaan door thermische en chemische processen in mijnsteenbergen.

## Problemen
Als het split nog niet ingereden is kan opspattend grit beschadigingen van voertuigen veroorzaken. Fietsers kunnen last krijgen van lekke banden.
De wegbeheerder, bijvoorbeeld Rijkswaterstaat, reinigt regelmatig de zijkanten van de rijbaan met behulp van een grote stofzuiger. Dit vermindert de problemen met grit aanzienlijk.